# 1986年女子バスケットボール世界選手権
1986年女子バスケットボール世界選手権は、1986年にソビエト連邦で行われた第10回女子バスケットボール世界選手権。ソ連での開催は1959年大会以来7大会ぶり2回目。
この大会より男子と同じオリンピック中間年の開催となり、またファイナルラウンドが現在のノックアウト方式となった。
米国が開催国ソ連を決勝で下し、2大会振りの優勝を果たした。

## 最終結果
| 1986年世界選手権 優勝国:    |
| --------------------------- |
| アメリカ合衆国 2年ぶり4回目 |

| 順位 | 国               |
| ---- | ---------------- |
| 2    | ソビエト連邦     |
| 3    | カナダ           |
| 4    | チェコスロバキア |
| 5    | 中国             |
| 6    | キューバ         |
| 7    | ブルガリア       |
| 8    | ハンガリー       |
| 9    | オーストラリア   |
| 10   | 韓国             |
| 11   | ブラジル         |
| 12   | 中華台北         |